# Wolfgang Steinbach
Wolfgang Steinbach (Schönebeck, 21 settembre 1954) è un allenatore di calcio ed ex calciatore tedesco orientale dal 1990 tedesco, di ruolo centrocampista.